# 금강산로 (양구군)
금강산로(Geumgangsan-ro)는 강원특별자치도 양구군 국토정중앙면 구암리 송청 교차로와 양구군 동면 월운리를 잇는 강원도의 도로이다. 금강산으로 가는 길목의 지역적 특성을 따라 붙여졌다.

## 주요 경유지
강원특별자치도
- 양구군 (국토정중앙면 - 양구읍 - 동면)

## 노선
전 구간 국도 제31호선에 속하기 때문에 이 노선에 대한 별도 표기는 생략한다.
| 이름               | 접속 노선                                       | 소재지 | 소재지       | 비고 |
| ------------------ | ----------------------------------------------- | ------ | ------------ | ---- |
| 송청 교차로        | 국도 제31호선 (춘양로) 국도 제46호선 (정중앙로) | 양구군 | 국토정중앙면 |      |
| 송청제2교          |                                                 | 양구군 | 국토정중앙면 |      |
| 양구읍             |                                                 | 양구군 |              |      |
| (회전 교차로)      | 중심로 산책길 황강길                            | 양구군 |              |      |
| (이름 없음)        | 금송로                                          | 양구군 |              |      |
| 정림교 동단        | 지방도 제403호선 (양구새싹로)                   | 양구군 |              |      |
| 하리 교차로        | 지방도 제403호선 (박수근로) 함춘로              | 양구군 |              |      |
| 하리삼거리         | 비봉로                                          | 양구군 |              |      |
| 죽곡삼거리         | 죽곡로                                          | 양구군 |              |      |
| 죽곡교             | 성곡로                                          | 양구군 |              |      |
| 한전교             |                                                 | 양구군 |              |      |
| 한전삼거리         | 죽곡로73번길                                    | 양구군 |              |      |
| 도사교 동단        | 도사리길                                        | 양구군 |              |      |
| 도사교             |                                                 | 양구군 |              |      |
| 도사삼거리         | 지방도 제460호선 (평화로)                       | 양구군 |              |      |
| 덕곡리             | 남동로                                          | 양구군 | 동면         |      |
| 임당리             | 지방도 제453호선 (펀치볼로)                     | 양구군 | 동면         |      |
| 민간인출입통제구간 |                                                 |        |              |      |

## 주요 건물 및 시설
- 강원외국어고등학교 (강원특별자치도 양구군 양구읍 금강산로 437-12)
- 백두병원 (강원특별자치도 양구군 양구읍 금강산로 510)
- 양구군장례식장 (강원특별자치도 양구군 양구읍 금강산로 518-25)
- 한전초등학교 (강원특별자치도 양구군 양구읍 금강산로 858)
- 임당초등학교 (강원특별자치도 양구군 동면 금강산로 1673)
- 동면파출소 (강원특별자치도 양구군 동면 금강산로 1685)
- 동면사무소, 동면보건지소 (강원특별자치도 양구군 동면 금강산로 1693)
- 임당우체국 (강원특별자치도 양구군 동면 금강산로 1695)